# Supercoppa rumena 2024 (pallavolo femminile)
La Supercoppa rumena 2024, 5ª edizione della Supercoppa nazionale femminile di pallavolo, si è svolta il 29 settembre 2024: al torneo hanno partecipato due squadre di club rumene e la vittoria finale è andata per la prima volta al Voluntari.

## Formula
La formula ha previsto una gara unica.

## Squadre partecipanti
| Squadra    | Qualificazione                      |
| ---------- | ----------------------------------- |
| Târgoviște | Vincitrice Coppa di Romania 2023-24 |
| Voluntari  | Vincitrice Divizia A1 2023-24       |

## Torneo
| 29 settembre 2024 Sala Polivalentă Dinamo, Bucarest Durata: 1h:25 - Spettatori: 750 | Voluntari | 3 - 0 | Târgoviște | 25-23, 25-20, 25-17 |